# 種村芳正
種村 芳正（たねむら よしまさ、1928年2月23日 - ）は、日本の政治家。元新潟県議会議長（第82代）。元新潟県議会議員（1987年 - 2007年（5期連続当選））。新潟県立上組農学校卒業。
- 自由民主党所属、南魚沼市南魚沼郡選挙区選出。
- 社団法人新潟県特用林産振興協会会長。越後ワイン株式会社代表取締役社長。種村グループ創業者。
- 新潟県南魚沼市（旧大和町）水尾出身。

## 略歴
- 1987年（昭和62年） - 新潟県議会議員当選。
- 1992年（平成4年） - 厚生環境委員長。
- 1995年（平成7年） - 産業経済委員長。
- 1996年（平成8年） - 国際交流経済対策特別委員長。
- 1997年（平成9年） - 議会運営委員長。
- 1998年（平成10年） - 特定地域振興対策特別委員長。
- 1999年（平成11年） - 自民党県連県民運動本部長。
- 2001年（平成13年） - 県議会副議長。
- 2002年（平成14年） - 自民党県連財務委員長。
- 2004年（平成16年） - 県議会議長 ( 第82代 )
- 2007年（平成19年） - 県議選不出馬（引退）
- 2008年（平成20年） - 旭日小綬章。